# 新凉站
新凉站（站牌上彝文站名写作ꑟꆃ/xi niep，彝文时刻表上站名写作ꑝꆃ/xit niep）是一个成昆线上的铁路车站，位于四川省凉山彝族自治州喜德县两河口镇三合村，建于1970年，目前为四等站，邮政编码为616755。目前客运：办理旅客乘降；行李、包裹托运；货运：办理整车货物发到；零担仅办理直达整零货物发到；不办理危险货物发到。
本站位于两河口展线最下层，距离上行的铁口站直线距离500米，高差200多米。

## 图片

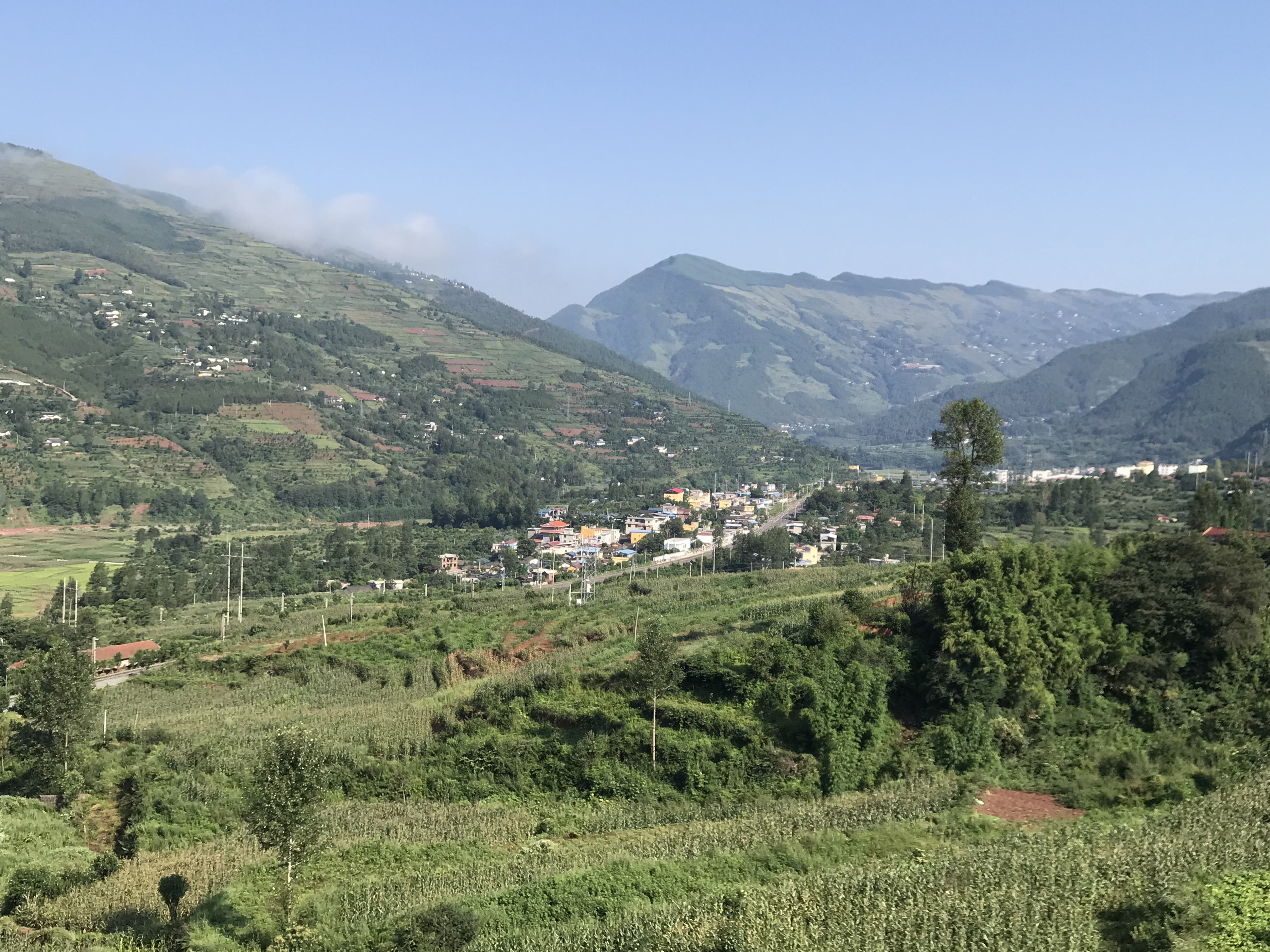
从两河口展线上层眺望车站
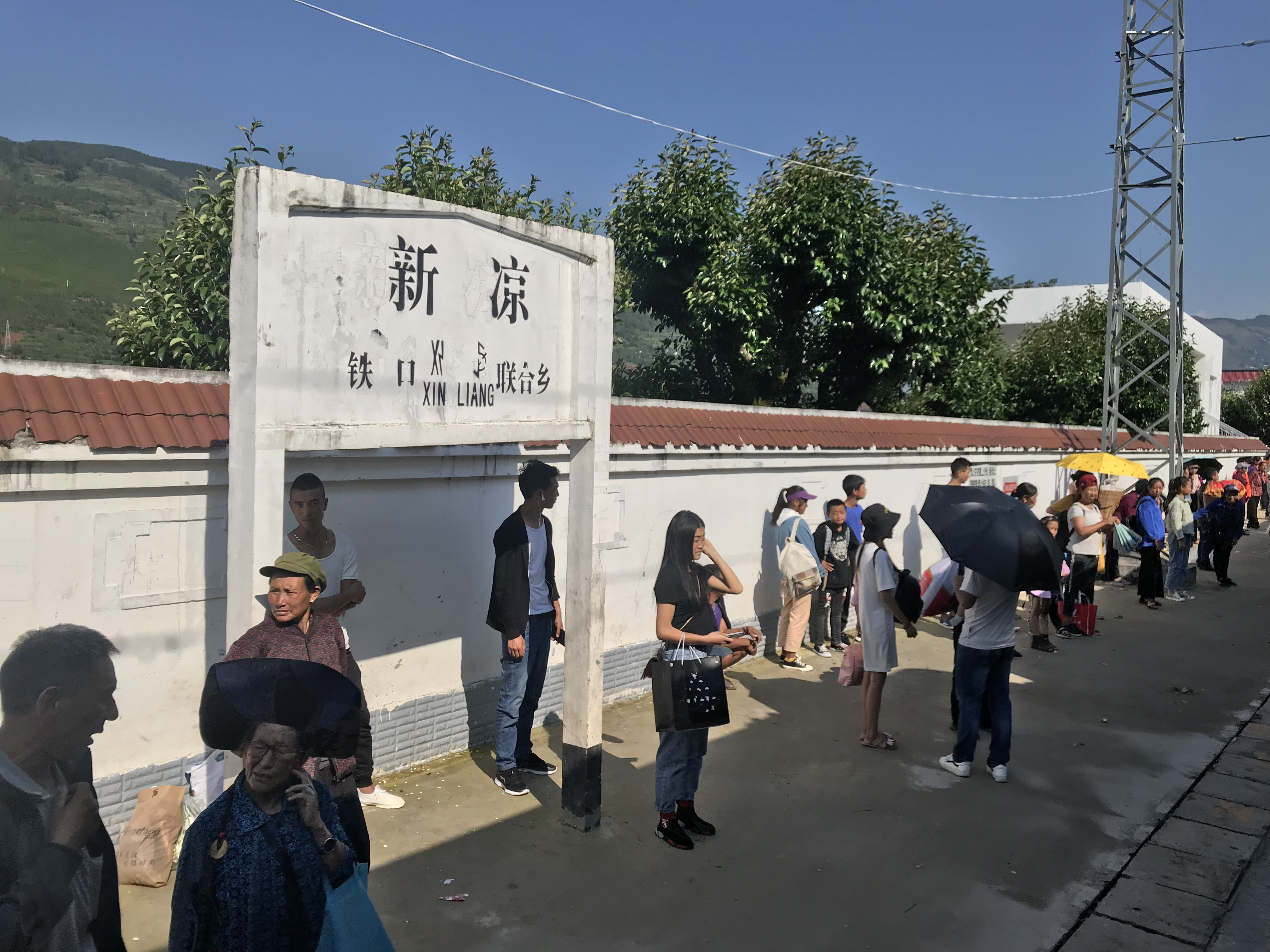
站牌
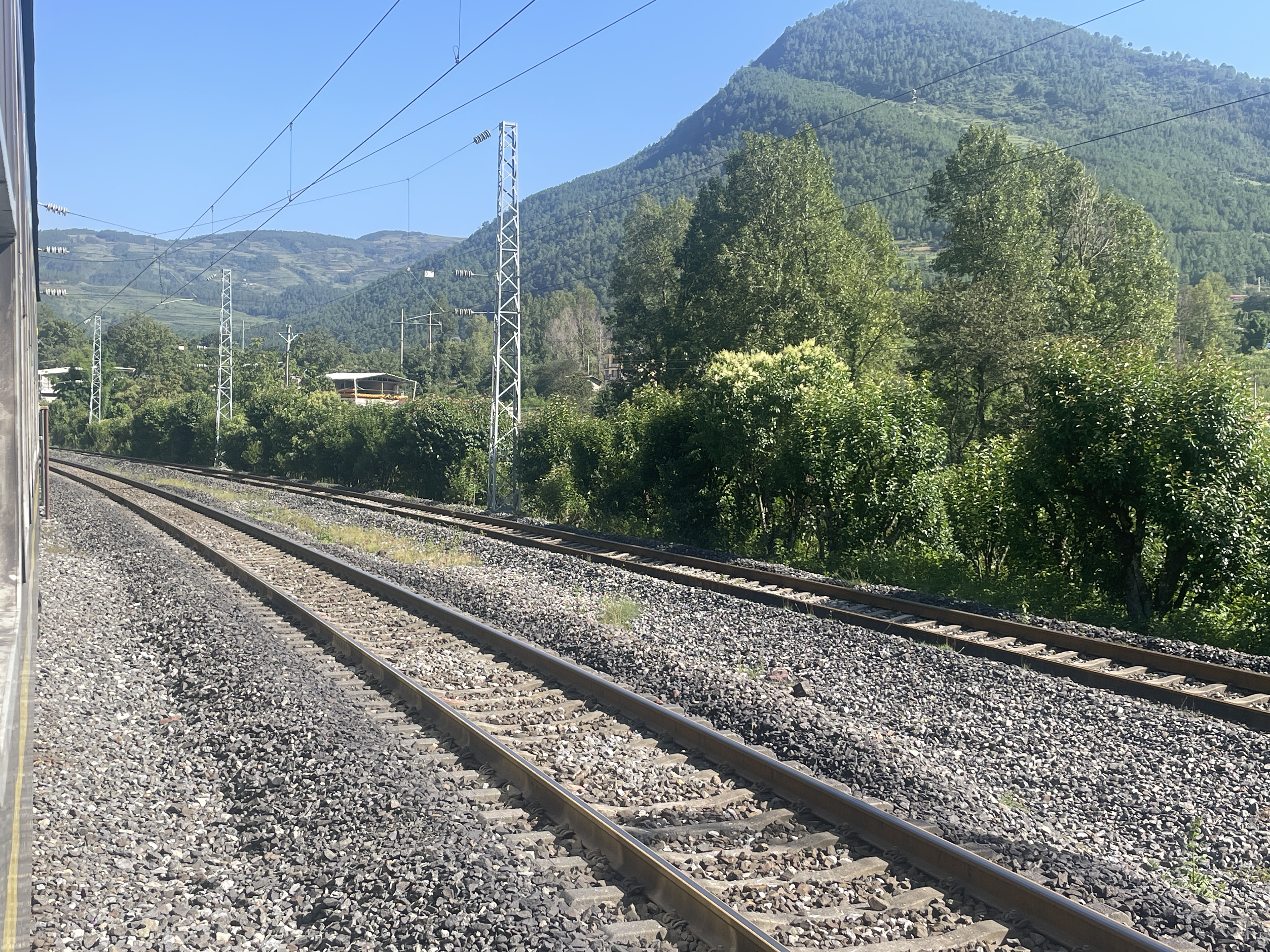
站内股道
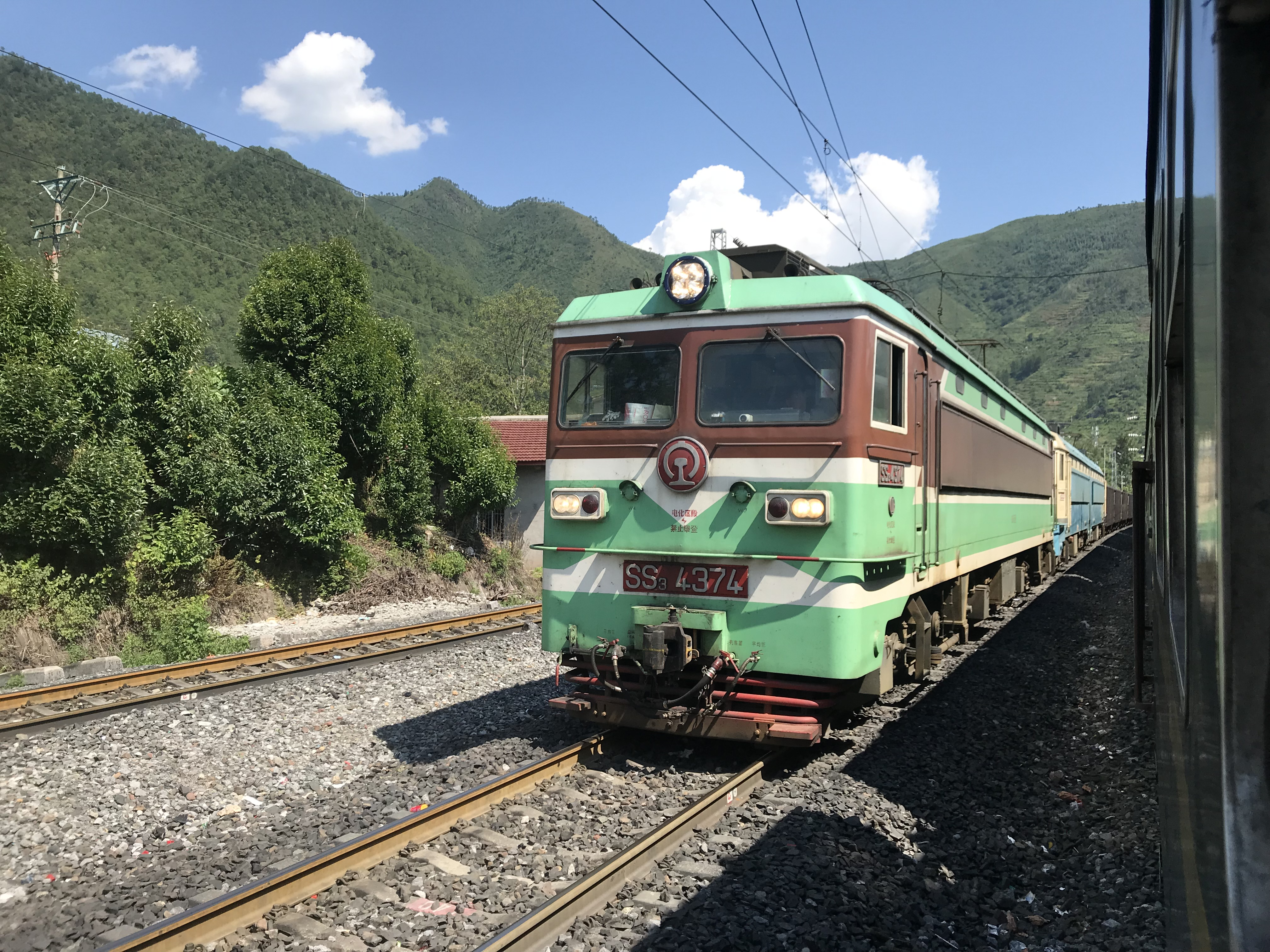
韶山3型電力機車牵引货列于站内